# Antoine Garnier (sulpicien)
Pour les articles homonymes, voir Antoine Garnier (peintre) et Garnier.
Antoine Garnier est un sulpicien français, né le 18 avril 1762 à Villiers-en-Plaine, qui relevait alors du diocèse de La Rochelle et aujourd'hui de celui de Poitiers.

## Biographie
Il fit ses premières études au collège des Oratoriens de Niort, entra en 1782 à la Petite Communauté de Saint-Sulpice, dite des Robertins, puis dans la Compagnie fondée par Jean-Jacques Olier, partit pour Baltimore en 1791, fut rappelé à Paris en 1803, nommé supérieur général en 1826, et mourut au séminaire de Saint-Sulpice le 16 mars 1845, dimanche des Rameaux, à 10 heures du soir. La modestie sulpicienne l'ayant empêché de rien publier, il laissait, selon Renan, « un immense ouvrage manuscrit, représentant un cours complet d'écriture sainte, selon les idées relativement modérées qui dominaient chez les catholiques et les protestants à la fin du XVIIIe siècle » .
Antoine Garnier fut le professeur de l'abbé Le Hir. Selon Michel Despland, il s'efforçait de s'en tenir à un « sain rationalisme » et acceptait, par exemple, que les six jours de la Création fussent des symboles pour de longues ères géologiques. Renan écrit d'ailleurs : « Comparé aux piétistes exaltés d'Issy, M. Garnier me faisait presque l'effet d'un laïque. Absence totale de démonstrations extérieures, piété sobre et toute raisonnable. Le soir, quelques-uns des jeunes allaient dans la chambre du vieux supérieur pour lui tenir compagnie pendant une heure. La conversation n'avait jamais de caractère mystique ». Cependant il ne s'était pas tenu au courant des dernières découvertes de l'érudition allemande. Quand Renan le connut, à l'extrême fin de sa vie, il faisait encore dans sa chambre le cours supérieur d'hébreu à deux ou trois élèves avant d'y renoncer bientôt, vaincu par la vieillesse.